# Acestrorhynchidae
Az Acestrorhynchidae a csontos halak (Osteichthyes) főosztályának sugarasúszójú halak (Actinopterygii) osztályába, a pontylazacalakúak (Characiformes) rendjébe tartozó család. 1 nem és 14 faj tartozik a családhoz.

## Rendszerezés
Az alábbi nem és fajok tartoznak a családhoz.
- Acestrorhynchus (Eigenmann & Kennedy, 1903) – 14 faj
  - Acestrorhynchus abbreviatus
  - Acestrorhynchus altus
  - Acestrorhynchus britskii
  - Acestrorhynchus falcatus
  - Acestrorhynchus falcirostris
  - Acestrorhynchus grandoculis
  - Acestrorhynchus heterolepis
  - Acestrorhynchus isalineae
  - Acestrorhynchus lacustris
  - Acestrorhynchus maculipinna
  - Acestrorhynchus microlepis
  - Acestrorhynchus minimus
  - Acestrorhynchus nasutus
  - Acestrorhynchus pantaneiro